# Pyrocephalus
Pyrocephalus – rodzaj ptaków z podrodziny wodopławików (Fluvicolinae) w rodzinie tyrankowatych (Tyrannidae).

## Zasięg występowania
Rodzaj obejmuje gatunki występujące w Ameryce.

## Morfologia
Długość ciała samic 12,2–13,8 cm, samców 12,4–13,5 cm; masa ciała samic 12,6–14,8 g, samców 11,3–14,5 g.

## Systematyka

### Etymologia
Pyrocephalus: gr. πυρ pur, πυρος puros „ogień”; κεφαλη kephalē „głowa”.

### Podział systematyczny
Do rodzaju należą następujące gatunki:
- Pyrocephalus rubinus (Boddaert, 1783) – żarek rubinowy
- Pyrocephalus nanus Gould, 1838 – żarek galapagoski